# Josselin communauté
Josselin communauté (anciennement communauté de communes de Josselin) est une ancienne communauté de communes française, située dans le département du Morbihan, en région Bretagne.

## Composition
Josselin communauté regroupait 12 communes du pays de Ploërmel :
| Nom                   | Code Insee | Gentilé      | Superficie (km2) | Population (dernière pop. légale) | Densité (hab./km2) |
| --------------------- | ---------- | ------------ | ---------------- | --------------------------------- | ------------------ |
| Josselin (siège)      | 56091      | Josselinais  | 4,48             | 2 486 (2014)                      | 555                |
| La Croix-Helléan      | 56050      | Croisillons  | 14,40            | 882 (2014)                        | 61                 |
| Cruguel               | 56051      | Cruguellois  | 17,17            | 637 (2014)                        | 37                 |
| Les Forges            | 56059      | Forgerons    | 52,53            | 456 (2014)                        | 8,7                |
| La Grée-Saint-Laurent | 56068      | Laurentais   | 7,90             | 339 (2014)                        | 43                 |
| Guégon                | 56070      | Guégonnais   | 53,52            | 2 300 (2014)                      | 43                 |
| Guillac               | 56079      | Guillacois   | 21,83            | 1 394 (2014)                      | 64                 |
| Helléan               | 56082      | Helléanais   | 7,87             | 360 (2014)                        | 46                 |
| Lanouée               | 56102      | Lanouéens    | 43,76            | 1 763 (2014)                      | 40                 |
| Lantillac             | 56103      | Lantillacois | 7,72             | 308 (2014)                        | 40                 |
| Quily                 | 56187      | Quilyens     | 5,39             | 349 (2013)                        | 65                 |
| Saint-Servant         | 56236      | Servantais   | 22,40            | 813 (2014)                        | 36                 |

Josselin communauté regroupait ainsi les 11 communes du canton de Josselin ainsi que la commune de Lantillac.

## Démographie
| 2009   | 2013   |
| ------ | ------ |
| 14 136 | 12 031 |

## Histoire
La communauté de communes du pays de Josselin est créée le 1er janvier 1997, prenant la suite du SIVOM du même nom.
Elle prend son nom actuel de Josselin Communauté à partir de 2011, dans un souci de dynamisme et d'attractivité[réf. souhaitée].
Elle a été dissoute le 31 décembre 2016 pour fusionner dans la communauté de communes Ploërmel Communauté. À la même date, la commune de Quily est devenue (en même temps que les communes voisines de La Chapelle-Caro et Le Roc-Saint-André) une commune déléguée de la commune nouvelle de Val d'Oust, membre de la nouvelle communauté.

### Administration
Le 9 janvier 1997, la communauté de communes désigne son premier président. C'est Josselin de Rohan, maire de Josselin, qui est élu. Son mandat se termine à la suite des élections municipales de 2001. Le 18 avril 2001, il cède sa place à Jean-Paul Nayl, réélu maire de Guillac lors de ces mêmes élections. Le dernier président, Henri Ribouchon, maire de Cruguel, lui succède en mars 2004.
| Période      | Période       | Identité          | Étiquette | Qualité |
| ------------ | ------------- | ----------------- | --------- | ------- |
| janvier 1997 | avril 2001    | Josselin de Rohan | RPR       |         |
| avril 2001   | janvier 2004  | Jean-Paul Nayl    |           |         |
| mars 2004    | décembre 2016 | Henri Ribouchon   |           |         |

### Logo

Logo de la communauté de communes.
Dernier logo.